# Giovanni Ricci (cardinale)
Giovanni Ricci (Chiusi, 1º novembre 1497 – Roma, 3 maggio 1574) è stato un cardinale italiano.

## Biografia
Cresciuto in una famiglia agiata, acquisì dal padre Pietro Antonio Ricci nozioni di matematica e dal maestro quelli di grammatica. Nel 1515 era a Roma al servizio del cardinale Antonio Maria Ciocchi del Monte come aiuto del maggiordomo Ascanio Parisani. Divenuto Parisani tesoriere generale e maggiordomo di Paolo III, Ricci lo aiutò come computista. Probabilmente nel 1537 entrò al servizio della Camera apostolica e per 20.000 ducati acquistò un chiericato (1542). Sotto Clemente VII era stato designato segretario del Monte della Fede (26 agosto 1532), carica ricoperta per dodici anni, e aveva ottenuto (1525) la pieve di S. Vincenzo (diocesi di Chiusi), l’arcipresbiterato della collegiata di S. Maria Assunta di Montepulciano (1533), eretta in cattedrale quando Pio IV eleverà la città a diocesi (10 novembre 1561), designandolo vescovo. Questi benefici lo indussero ad affidare a Baldassarre Peruzzi la ristrutturazione del palazzo a Montepulciano.
Nel giugno del 1535 fu nominato commissario per la remunerazione dei cavalleggeri stazionati nelle Marche e in Romagna. Seguì in ottobre una missione per conto della Camera apostolica in Spagna per l’esazione dei frutti di benefici vacanti e di annate. Dopo averla percorsa in lungo e in largo, nell’estate del 1536 rientrò a Roma per ripartirne nel giugno del 1537 inviato come tesoriere a Napoli per l’esazione di decime destinate da Paolo III a Carlo V per la guerra al Turco. A seguito della Lega antiottomana tra S. Sede, Venezia e Carlo V (10 febbraio 1538) il 4 marzo fu mandato come tesoriere, poi come commissario, presso Marco Grimani, patriarca di Aquileia, legato della flotta pontificia. Partito segretamente per Venezia con 50.000 ducati per l’allestimento delle 33 galere papali, lamentava le lungaggini dei veneziani. Tra marzo e aprile si trasferì due volte a Vicenza con l’architetto Jacopo Sansovino per sovrintendere ai lavori alla cattedrale in vista del concilio.
Richiamato a fine agosto a Roma, già a settembre era a Otranto e, appresa la sconfitta dell’armata cristiana a Prevesa (27 settembre), attraversò l’Adriatico e insisté per il disarmo della flotta. Tornato a Venezia per questioni pendenti con Grimani vi era ancora nel luglio del 1539. Nell’agosto del 1539 fu inviato in Spagna latore di un breve (18 agosto) che concedeva a Carlo V parte delle rendite ecclesiastiche spagnole onde fronteggiare la minaccia turca. Doveva anche chiedere l’autorizzazione a esportare grani siciliani a Roma; trattare delle inadempienze del contratto matrimoniale tra Margherita d’Austria e Ottavio Farnese, della situazione religiosa in Germania e impedire la formale conferma della tregua di Francoforte tra cattolici e protestanti. Giunto a Madrid il 2 settembre, conclusi rapidamente i negoziati, ne ripartì il 29. A fine 1539 era di nuovo a Napoli e vi tornò più volte nel 1540 come collettore generale e nunzio per l’esazione di decime sui benefici del Regno. Sempre nel 1540 compì due missioni nelle Fiandre per sottoporre a Carlo V la delicata questione della mancata consumazione del matrimonio tra Margherita e Ottavio.
Il 24 giugno 1540 entrò come maggiordomo nella corte del cardinale Alessandro Farnese, ma ritenuto «persona atta, per la celerità colla quale è solito di andare e tornare», Paolo III non rinunciò a farlo «continuamente correre in poste», assegnandoli mansioni amministrative e diplomatiche: dall’organizzazione degli approvvigionamenti dell’esercito papale (1541) per la «guerra del sale» contro i Colonna a nuove trasferte a Napoli e nelle Marche, a missioni di pace presso gli imperiali e i francesi. A dicembre del 1541 incontrò a Siena Antoine Perrenot de Granvelle per invitarlo ad aderire alla politica papale di neutralità e a favorire la pace con Francesco I. Il 28 marzo 1542, allo stesso scopo, partì per la Spagna, giungendo a Valladolid il 10 aprile e rientrando a Roma il 24 maggio per ripartirne il 30 maggio per la corte francese e di lì, poco rassicurato da Francesco I, per la corte imperiale. Rientrato a Roma il 22 luglio, il 31 comunicò al concistoro il fallimento della sua mediazione e l’imminente ripresa delle ostilità franco-imperiali. Nella primavera del 1543 accompagnò Paolo III all’incontro di Busseto con Carlo V. Inviato a Napoli nell’ottobre come esattore delle decime, il 28 novembre seguì il cardinale Farnese, legato di pace, in Francia e in Germania. Dopo una sosta a Fontainebleau raggiunsero il 12 gennaio a Kreuznach Carlo V entrando con lui solennemente a Worms (23 gennaio), per abboccarsi di nuovo con Francesco I sulla via del ritorno a Roma, dove giunsero il 1º marzo 1544 senza avere ottenuto alcun impegno dai sovrani.
Il 9 maggio 1544 fu destinato nunzio e collettore in Portogallo. Partito il 17 luglio giunse a Evora il 9 settembre, dove trattò con Giovanni III il problema del ristabilimento dell’Inquisizione dopo la sospensione da parte di Roma (22 settembre 1544) per le irregolarità dei processi contro i nuovi cristiani e quello del cardinale Miguel da Silva, antico segretario regio, deposto dal re dalla diocesi di Viseu (1542). Nel difficile negoziato il re condizionava il trasferimento al cardinale Farnese dell’amministrazione di Viseu alla revoca del breve di sospensione. Nonostante la revoca del breve (gennaio 1545), gli ostacoli alla soluzione del «negotio indiavolato» di da Silva fecero sì che solo il 10 giugno 1548 fu pubblicata la bolla del perdono generale e della restituzione dell’Inquisizione, nonché la liberazione di centinaia di prigionieri, previe abiure segrete, e l’autorizzazione a lasciare il Paese con le loro famiglie. Partendo a fine maggio 1550 dal Portogallo Ricci lasciò «l’offitio disimbarazato d’ogni cosa, avendo con la gratia di Dio dato fine a tutti i negotii fastidiosi
Su istruzioni di Giulio III sostò in Spagna ma, non riuscendo a incontrare Carlo V, il 3 dicembre si rimise in viaggio giungendo il 4 gennaio a Roma. «Creatura et allievo» di Giulio III e «di sua illustrissima casa», fu nominato tesoriere generale «per esser huomo che particolarmente ha molta pratica in queste cose pecuniarie dello Stato Ecclesiastico» (p. 242). Riuscì, infatti, a sanare le dissestate finanze papali grazie a prestiti bancari e alla nomina a depositario generale della Camera apostolica (4 marzo 1551), forse da lui suggerita, del banchiere genovese Tommaso Marino. Iscritto nel ruolo della familia papale con dodici servitori (dicembre 1551), saliti a ventuno (aprile 1552), alloggiò nel Palazzo vaticano. Nel giugno del 1551 fu inviato ad Augusta per chiedere a Carlo V un sussidio per la guerra contro Ottavio Farnese, in gran parte concesso. Rientrato a Roma a luglio, il 20 novembre fu creato cardinale con il titolo diaconale di San Vitale. Inviato nella primavera del 1554 legato a latere a Bologna e in Romagna per fermare l’esercito francese accorso in difesa di Siena, non ebbe successo, ma si procurò la stima di Cosimo I.
Con l’elezione di Paolo IV (23 maggio 1555), alla quale Ricci si oppose strenuamente, nel giugno del 1556 si ritirò nel ducato di Castro, vuoi perché caduto in disgrazia, vuoi per fuggire «la spesa di Roma». Ipotesi quest’ultima più fondata alla luce della vendita dei suoi argenti e del palazzo di via Giulia (1557). Richiamato alla residenza in Curia, all’inizio del 1558 tornò a chiedere licenza di assentarsi per «mancho spesa, non havendo el modo di vivere» . Prova di migliori rapporti con Paolo IV il dono di 500 scudi d’oro e la concessione del sussidio mensile di 100 ducati d’oro per i cardinali «poveri», nonché il suo ruolo nella primavera del 1558 nell’accordo matrimoniale tra Anna Carafa, bisnipote del papa, e Nicola, figlio dell’amico Marino.
Nel conclave che elesse Pio IV (25 dicembre 1559) fu tra i candidati suggeriti da Cosimo I in alternativa al Medici. Il nuovo papa si avvalse della sua esperienza amministrativa inserendolo in varie commissioni deputate agli approvvigionamenti di Roma, a porre rimedio alle inondazioni del Tevere, al ristabilimento dell’Acqua Vergine. Dal 12 gennaio 1565 fece parte della commissione cardinalizia chiamata a esaminare la questione della riammissione in seno alla Chiesa dei preti sposati. Sembra essere uscito indenne dalla revisione dei conti di tutti gli amministratori dai tempi di Paolo III imposta dalla Camera apostolica (11 agosto 1565), ma non senza attriti con il cardinale Carlo Borromeo emersi nel conclave che elesse Pio V (7 gennaio 1566). Più volte vicino alla tiara con il consenso di Filippo II e il sostegno di Cosimo I, «sendo persona che non ha nimici et tenuta piana et dolce» (p. 227), gli nocque l’ostilità di Borromeo che «lo aborrisce come la peste» ritenendolo indegno a causa del figlio Giovanni avuto da una portoghese, legittimato il 3 gennaio 1556. Ciò non gli impedì di godere della fiducia del severo Pio V, che lo nominò tra i cardinali sovrintendenti ai Maestri delle strade incaricati di aprire nuove arterie, provvedere alla pulizia delle strade e alla conclusione dei lavori dell’Acqua Vergine, portata nel 1570 alla fontana di Trevi. Nel marzo del 1566, di fronte alla minaccia turca, propose al papa riluttante l’imposizione di decime sui benefici ecclesiastici italiani. Nel marzo del 1567 fece parte di una commissione chiamata a risollevare l’economia romana rivedendo le imposte. Dal 1568 e per lo meno fino al 1571 fu cardinale inquisitore. Nella Lega antiturca fu incaricato di «ritrovar denari» per armare le galere pontificie. A ricompensa dei suoi servizi Pio V, che aveva rilasciato una licentia effodiendi in suo favore (3 febbraio 1569), gli donò (agosto 1569) reperti archeologici prelevati da Villa Giulia, che Ricci inviò in parte a Cosimo I. La passione per l’antichità lo indusse a opporsi alla distruzione del cortile del Belvedere, giudicato troppo pagano dal papa.
Papabile nel conclave che elesse Gregorio XIII (13 maggio 1572), fu ostacolato da Carlo Borromeo.
Morì a Roma il 3 maggio 1574 e fu sepolto a S. Pietro in Montorio di fronte al sepolcreto dei del Monte nella cappella che si era fatto costruire e ornare di colonne romane e affreschi di Daniele da Volterra.
Dotato di particolare talento per gli affari, la finanza e l’amministrazione, ma anche capace di muoversi con abilità nelle corti europee, «persona amata in universale e senza inimici» (Martin, 1974, p. 272), Ricci è, però, ricordato soprattutto per la sua attività edilizia e per le sue eterogenee collezioni. Privo di una formazione umanistica – «no tiene ningunas letras» dirà l’ambasciatore spagnolo a Roma Requesens (Jedin, 1949, p. 344) – aveva stabilito contatti con artisti illustri all’ombra del mecenatismo farnesiano e saputo circondarsi di letterati capaci di guidarlo nelle scelte artistiche, quali il poeta parmigiano Giacomo Marmitta.
Al suo nome è legato l’appartamento vaticano concessogli da Giulio III, ristrutturato dall’architetto Nanni di Baccio Bigio e decorato da vari artisti della cerchia vasariana, per il quale anticipò 3890 scudi restituitigli dalla Camera apostolica solo nel 1557. Costretto a lasciarlo da Paolo IV, si trasferì stabilmente in via Giulia dove aveva acquistato per 3145 scudi d’oro la casa di Antonio Sangallo il Giovane (23 luglio 1552) e successivamente case contigue. Collegate tra loro, ristrutturate da Nanni di Baccio e decorate da Francesco Salviati e dai suoi aiutanti, le case divennero un suntuoso palazzo – oggi palazzo Sacchetti – in cui riunì le collezioni antiquarie e gli oggetti esotici riportati dal Portogallo che, insieme con letterati e artisti accolti nella sua casa, veicolarono la cultura lusitana a Roma. Difficoltà economiche lo costrinsero nel 1557 a una vendita fittizia del palazzo per 25.000 scudi all’amico Marino, che gli consentì di abitarvi e che lo rivendette al nipote Giulio Ricci nel 1568.
Il 30 maggio 1561 Giulio e Giovanni Ricci acquistarono per suo conto dai Crescenzi una vigna con casa sul Pincio per 4000 scudi, cui verranno annessi altri appezzamenti per potere aprire la salita di San Sebastianello e permettere l’accesso ai cocchi. Con l’esborso di 31.816.481/2 scudi, Nanni di Baccio ristrutturò l’edificio cadente, mentre la vigna fu trasformata in un magnifico giardino per le collezioni antiquarie. Dopo la sua morte, nel 1576 la villa fu venduta al cardinale Ferdinando de’ Medici.
Fu arcivescovo di Manfredonia (25 giugno 1544 - gennaio 1545), vescovo di Chiusi (20 gennaio 1545-1554), vescovo di Montepulciano (10 novembre 1561 - gennaio 1562) e arcivescovo di Pisa (dal 3 settembre 1567 fino alla morte).